# Collegio elettorale di Rovigo (Senato della Repubblica)
Il collegio di Rovigo fu un collegio elettorale uninominale della Repubblica Italiana appartenente alla circoscrizione Veneto; fu utilizzato per eleggere un senatore della Repubblica dalla I alla XIV legislatura, sebbene con forme diverse e sistemi elettorali diversi.

## Storia
Il collegio venne creato nel 1948 secondo la legge n. 29 del 6 febbraio 1948 la quale, pur basandosi sull'impianto proporzionale in vigore per la Camera, rispetto a quest'ultima conteneva alcuni piccoli correttivi in senso maggioritario. Tale legge ebbe il suo definitivo perfezionamento con il Testo Unico n°361 del 1957. Differentemente dalla Camera la legge elettorale del Senato si articolava su base regionale, seguendo il dettato costituzionale (art.57). Ogni Regione era suddivisa in tanti collegi uninominali quanti erano i seggi a essa assegnati. All'interno di ciascun collegio, veniva eletto il candidato che avesse raggiunto il quorum del 65% delle preferenze: tale soglia, oggettivamente di difficilissimo conseguimento, tradiva l'impianto proporzionale su cui era concepito anche il sistema elettorale della Camera Alta. Qualora, come normalmente avveniva, nessun candidato avesse conseguito l'elezione, i voti di tutti i candidati venivano raggruppati in liste di partito a livello regionale, dove i seggi venivano allocati utilizzando il metodo D'Hondt delle maggiori medie statistiche e quindi, all'interno di ciascuna lista, venivano dichiarati eletti i candidati con le migliori percentuali di preferenza.
Nel 1993, con la cosiddetta Legge Mattarella (Legge n. 276, Norme per l'elezione del Senato della Repubblica), attuata in seguito al referendum abrogativo del 1993, venne istituito per la Camera dei deputati e per il Senato della Repubblica un sistema di elezione misto, in parte maggioritario e in parte proporzionale. Il 75% dei parlamentari dell'assemblea veniva eletto in collegi uninominali tramite sistema maggioritario a turno unico; il restante 25% al Senato veniva eletto tramite recupero proporzionale dei più votati non eletti attraverso un meccanismo di calcolo denominato "scorporo", cioè sottraendo dal conteggio dei voti totali di una lista nella parte proporzionale i voti ottenuti dai candidati collegati alla medesima lista che erano eletti nei collegi uninominali con il sistema maggioritario.
Il collegio venne abolito insieme a tutti gli altri che costituivano il Senato con la promulgazione della legge elettorale successiva, la cosiddetta Legge Calderoli. Questa prevedeva un sistema proporzionale con premio di maggioranza, che al Senato veniva attribuito a livello regionale.

## 1948-1993

### Territorio
Il collegio di Rovigo era uno dei 19 collegi uninominali in cui era suddiviso il Veneto; era compreso nelle province di Padova e di Rovigo e comprendeva i seguenti comuni: Badia Polesine, Bagnolo di Po, Bergantino, Bosaro, Calto, Canda, Castelbaldo, Castelguglielmo, Castelmassa, Castelnovo Bariano, Ceneselli, Costa di Rovigo, Ficarolo, Fiesso Umbertiano, Frassinelle Polesine, Fratta Polesine, Gaiba, Giacciano con Baruchella, Lendinara, Lusia, Masi, Melara, Occhiobello, Piacenza d'Adige, Pincara, Rovigo, Salara, San Bellino, Sant'Urbano, Stienta, Trecenta, Villadose, Villamarzana e Villanova del Ghebbo.

### Dati elettorali

#### I legislatura
|                                                                                | Severino Bolognesi ✔️ Eletto | Fronte Democratico Popolare | 41 963  | 44,58 |  |  |  |  |  |
|                                                                                | Romolo Saggioro              | Democrazia Cristiana        | 39 671  | 42,14 |  |  |  |  |  |
|                                                                                | Arturo Rossi                 | Unità Socialista            | 9 704   | 10,31 |  |  |  |  |  |
|                                                                                | Ermenegildo Baroni           | Blocco Nazionale            | 2 793   | 2,97  |  |  |  |  |  |
| Totale                                                                         | Totale                       | Totale                      | 94 131  | 100   |  |  |  |  |  |
|                                                                                |                              |                             |         |       |  |  |  |  |  |
| Voti non validi                                                                | Voti non validi              | Voti non validi             | 6 402   | 6,37  |  |  |  |  |  |
| Votanti                                                                        | Votanti                      | Votanti                     | 100 533 | 95,78 |  |  |  |  |  |
| Elettori                                                                       | Elettori                     | Elettori                    | 104 964 |       |  |  |  |  |  |
|                                                                                |                              |                             |         |       |  |  |  |  |  |
| Nota: quorum del 65% non raggiunto; ripartizione dei seggi a livello regionale |                              |                             |         |       |  |  |  |  |  |
| Data: 18 aprile 1948                                                           |                              |                             |         |       |  |  |  |  |  |
| Fonte: Ministero dell'interno                                                  |                              |                             |         |       |  |  |  |  |  |

#### II legislatura
|                                                                                | Francesco Guindani          | Democrazia Cristiana                    | 41 173  | 40,87 |  |  |  |  |  |
|                                                                                | Riccardo Ravagnan ✔️ Eletto | Partito Comunista Italiano              | 24 605  | 24,42 |  |  |  |  |  |
|                                                                                | Angelina Merlin ✔️ Eletta   | Partito Socialista Italiano             | 20 209  | 20,06 |  |  |  |  |  |
|                                                                                | Carlo Soliani               | Partito Socialista Democratico Italiano | 6 239   | 6,19  |  |  |  |  |  |
|                                                                                | Bruno Braga                 | Movimento Sociale Italiano              | 3 403   | 3,38  |  |  |  |  |  |
|                                                                                | Luigi Puxeddu               | Partito Liberale Italiano               | 2 513   | 2,49  |  |  |  |  |  |
|                                                                                | Roberto Barbiero            | Partito Nazionale Monarchico            | 1 733   | 1,72  |  |  |  |  |  |
|                                                                                | Lazzaro Lupi                | Alleanza Democratica Nazionale          | 515     | 0,51  |  |  |  |  |  |
|                                                                                | Demetrio Polato             | Unità Popolare                          | 358     | 0,36  |  |  |  |  |  |
| Totale                                                                         | Totale                      | Totale                                  | 100 748 | 100   |  |  |  |  |  |
|                                                                                |                             |                                         |         |       |  |  |  |  |  |
| Voti non validi                                                                | Voti non validi             | Voti non validi                         | 5 408   | 5,09  |  |  |  |  |  |
| Votanti                                                                        | Votanti                     | Votanti                                 | 106 156 | 96,40 |  |  |  |  |  |
| Elettori                                                                       | Elettori                    | Elettori                                | 110 115 |       |  |  |  |  |  |
|                                                                                |                             |                                         |         |       |  |  |  |  |  |
| Nota: quorum del 65% non raggiunto; ripartizione dei seggi a livello regionale |                             |                                         |         |       |  |  |  |  |  |
| Data: 7 giugno 1953                                                            |                             |                                         |         |       |  |  |  |  |  |
| Fonte: Ministero dell'interno                                                  |                             |                                         |         |       |  |  |  |  |  |

#### III legislatura
|                                                                                | Francesco Guindani | Democrazia Cristiana                    | 41 897  | 42,21 |  |  |  |  |  |
|                                                                                | Luigi Gaiani       | Partito Comunista Italiano              | 24 255  | 24,43 |  |  |  |  |  |
|                                                                                | Angelina Merlin    | Partito Socialista Italiano             | 18 675  | 18,81 |  |  |  |  |  |
|                                                                                | Arturo Rossi       | Partito Socialista Democratico Italiano | 6 065   | 6,11  |  |  |  |  |  |
|                                                                                | Italo Zannini      | PNM - MSI                               | 4 524   | 4,56  |  |  |  |  |  |
|                                                                                | Giuseppe Cescati   | Partito Liberale Italiano               | 2 644   | 2,66  |  |  |  |  |  |
|                                                                                | Roberto Barbiero   | Partito Monarchico Popolare             | 786     | 0,79  |  |  |  |  |  |
|                                                                                | Lazzaro Lupi       | PRI - Partito Radicale                  | 424     | 0,43  |  |  |  |  |  |
| Totale                                                                         | Totale             | Totale                                  | 99 270  | 100   |  |  |  |  |  |
|                                                                                |                    |                                         |         |       |  |  |  |  |  |
| Voti non validi                                                                | Voti non validi    | Voti non validi                         | 4 837   | 4,65  |  |  |  |  |  |
| Votanti                                                                        | Votanti            | Votanti                                 | 104 107 | 96,56 |  |  |  |  |  |
| Elettori                                                                       | Elettori           | Elettori                                | 107 813 |       |  |  |  |  |  |
|                                                                                |                    |                                         |         |       |  |  |  |  |  |
| Nota: quorum del 65% non raggiunto; ripartizione dei seggi a livello regionale |                    |                                         |         |       |  |  |  |  |  |
| Data: 25 maggio 1958                                                           |                    |                                         |         |       |  |  |  |  |  |
| Fonte: Ministero dell'interno                                                  |                    |                                         |         |       |  |  |  |  |  |

#### IV legislatura
|                                                                                | Antonio Cittante | Democrazia Cristiana                    | 37 639  | 40,36 |  |  |  |  |  |
|                                                                                | Luigi Gaiani     | Partito Comunista Italiano              | 26 015  | 27,90 |  |  |  |  |  |
|                                                                                | Giusto Tolloy    | Partito Socialista Italiano             | 12 921  | 13,85 |  |  |  |  |  |
|                                                                                | M. Pennestre     | Partito Socialista Democratico Italiano | 6 743   | 7,23  |  |  |  |  |  |
|                                                                                | C. Ravagnani     | Partito Liberale Italiano               | 5 535   | 5,94  |  |  |  |  |  |
|                                                                                | M. Mantero       | Movimento Sociale Italiano              | 4 046   | 4,34  |  |  |  |  |  |
|                                                                                | V. Bedendo       | Partito Repubblicano Italiano           | 360     | 0,39  |  |  |  |  |  |
| Totale                                                                         | Totale           | Totale                                  | 93 259  | 100   |  |  |  |  |  |
|                                                                                |                  |                                         |         |       |  |  |  |  |  |
| Voti non validi                                                                | Voti non validi  | Voti non validi                         | 4 508   | 4,61  |  |  |  |  |  |
| Votanti                                                                        | Votanti          | Votanti                                 | 97 767  | 96,64 |  |  |  |  |  |
| Elettori                                                                       | Elettori         | Elettori                                | 101 163 |       |  |  |  |  |  |
|                                                                                |                  |                                         |         |       |  |  |  |  |  |
| Nota: quorum del 65% non raggiunto; ripartizione dei seggi a livello regionale |                  |                                         |         |       |  |  |  |  |  |
| Data: 28 aprile 1963                                                           |                  |                                         |         |       |  |  |  |  |  |
| Fonte: Ministero dell'interno                                                  |                  |                                         |         |       |  |  |  |  |  |

#### V legislatura
|                                                                                | G. Belloni ✔️ Eletto | Democrazia Cristiana          | 37 802 | 41,29 |  |  |  |  |  |
|                                                                                | Giuseppe Di Prisco   | PCI - PSIUP                   | 29 553 | 32,28 |  |  |  |  |  |
|                                                                                | Arturo Rossi         | PSI-PSDI Unificati            | 14 756 | 16,12 |  |  |  |  |  |
|                                                                                | C. Ravagnani         | Partito Liberale Italiano     | 5 669  | 6,19  |  |  |  |  |  |
|                                                                                | Italo Zannini        | MSI - PDIUM                   | 3 287  | 3,59  |  |  |  |  |  |
|                                                                                | L. Magagnato         | Partito Repubblicano Italiano | 480    | 0,52  |  |  |  |  |  |
| Totale                                                                         | Totale               | Totale                        | 91 547 | 100   |  |  |  |  |  |
|                                                                                |                      |                               |        |       |  |  |  |  |  |
| Voti non validi                                                                | Voti non validi      | Voti non validi               | 5 242  | 5,42  |  |  |  |  |  |
| Votanti                                                                        | Votanti              | Votanti                       | 96 789 | 97,52 |  |  |  |  |  |
| Elettori                                                                       | Elettori             | Elettori                      | 99 254 |       |  |  |  |  |  |
|                                                                                |                      |                               |        |       |  |  |  |  |  |
| Nota: quorum del 65% non raggiunto; ripartizione dei seggi a livello regionale |                      |                               |        |       |  |  |  |  |  |
| Data: 19 maggio 1968                                                           |                      |                               |        |       |  |  |  |  |  |
| Fonte: Ministero dell'interno                                                  |                      |                               |        |       |  |  |  |  |  |

#### VI legislatura
|                                                                                | V. Pavarin                 | Democrazia Cristiana                    | 39 087 | 42,12 |  |  |  |  |  |
|                                                                                | Adelio Albarello ✔️ Eletto | PCI - PSIUP                             | 28 368 | 30,57 |  |  |  |  |  |
|                                                                                | F. Prosdocimi              | Partito Socialista Italiano             | 9 764  | 10,52 |  |  |  |  |  |
|                                                                                | S. Andreotti               | Partito Socialista Democratico Italiano | 6 460  | 6,96  |  |  |  |  |  |
|                                                                                | Italo Zannini              | Movimento Sociale Italiano              | 4 624  | 4,98  |  |  |  |  |  |
|                                                                                | C. Ravagnani               | Partito Liberale Italiano               | 3 531  | 3,80  |  |  |  |  |  |
|                                                                                | N. Pozza                   | Partito Repubblicano Italiano           | 974    | 1,05  |  |  |  |  |  |
| Totale                                                                         | Totale                     | Totale                                  | 92 808 | 100   |  |  |  |  |  |
|                                                                                |                            |                                         |        |       |  |  |  |  |  |
| Voti non validi                                                                | Voti non validi            | Voti non validi                         | 4 110  | 4,24  |  |  |  |  |  |
| Votanti                                                                        | Votanti                    | Votanti                                 | 96 918 | 97,72 |  |  |  |  |  |
| Elettori                                                                       | Elettori                   | Elettori                                | 99 178 |       |  |  |  |  |  |
|                                                                                |                            |                                         |        |       |  |  |  |  |  |
| Nota: quorum del 65% non raggiunto; ripartizione dei seggi a livello regionale |                            |                                         |        |       |  |  |  |  |  |
| Data: 7 maggio 1972                                                            |                            |                                         |        |       |  |  |  |  |  |
| Fonte: Ministero dell'interno                                                  |                            |                                         |        |       |  |  |  |  |  |

#### VII legislatura
|                                                                                | Antonio Zanforlin   | Democrazia Cristiana                    | 40 949  | 42,75 |  |  |  |  |  |
|                                                                                | Cesare Marangoni    | Partito Comunista Italiano              | 32 713  | 34,15 |  |  |  |  |  |
|                                                                                | Ildo Ponzetto       | Partito Socialista Italiano             | 9 954   | 10,39 |  |  |  |  |  |
|                                                                                | Giancarlo Matteotti | Partito Socialista Democratico Italiano | 4 987   | 5,21  |  |  |  |  |  |
|                                                                                | Italo Zannini       | Movimento Sociale Italiano              | 3 950   | 4,12  |  |  |  |  |  |
|                                                                                | Giorgio Bordin      | Partito Repubblicano Italiano           | 1 607   | 1,68  |  |  |  |  |  |
|                                                                                | Valerio Zanone      | Partito Liberale Italiano               | 1 103   | 1,15  |  |  |  |  |  |
|                                                                                | Dario Colombera     | Partito Radicale                        | 469     | 0,49  |  |  |  |  |  |
|                                                                                | Ferruccio Maddalena | Nuovo Partito Popolare                  | 52      | 0,05  |  |  |  |  |  |
| Totale                                                                         | Totale              | Totale                                  | 95 784  | 100   |  |  |  |  |  |
|                                                                                |                     |                                         |         |       |  |  |  |  |  |
| Voti non validi                                                                | Voti non validi     | Voti non validi                         | 3 064   | 3,10  |  |  |  |  |  |
| Votanti                                                                        | Votanti             | Votanti                                 | 98 848  | 97,60 |  |  |  |  |  |
| Elettori                                                                       | Elettori            | Elettori                                | 101 279 |       |  |  |  |  |  |
|                                                                                |                     |                                         |         |       |  |  |  |  |  |
| Nota: quorum del 65% non raggiunto; ripartizione dei seggi a livello regionale |                     |                                         |         |       |  |  |  |  |  |
| Data: 20 giugno 1976                                                           |                     |                                         |         |       |  |  |  |  |  |
| Fonte: Ministero dell'interno                                                  |                     |                                         |         |       |  |  |  |  |  |

#### VIII legislatura
|                                                                                | Luigia Barin    | Democrazia Cristiana                         | 39 730  | 41,44 |  |  |  |  |  |
|                                                                                | Vittorio Sega   | Partito Comunista Italiano                   | 32 810  | 34,22 |  |  |  |  |  |
|                                                                                | L. Rizzieri     | Partito Socialista Italiano                  | 9 692   | 10,11 |  |  |  |  |  |
|                                                                                | G. Schiesaro    | Partito Socialista Democratico Italiano      | 5 001   | 5,22  |  |  |  |  |  |
|                                                                                | V. Salvatore    | Movimento Sociale Italiano                   | 3 600   | 3,75  |  |  |  |  |  |
|                                                                                | Giorgio Bordin  | Partito Repubblicano Italiano                | 1 780   | 1,86  |  |  |  |  |  |
|                                                                                | E. Petracca     | Partito Liberale Italiano                    | 1 663   | 1,73  |  |  |  |  |  |
|                                                                                | G. Bertani      | Partito Radicale - Nuova Sinistra Unita      | 1 311   | 1,37  |  |  |  |  |  |
|                                                                                | U. Periotto     | Costituente di Destra - Democrazia Nazionale | 291     | 0,30  |  |  |  |  |  |
| Totale                                                                         | Totale          | Totale                                       | 95 878  | 100   |  |  |  |  |  |
|                                                                                |                 |                                              |         |       |  |  |  |  |  |
| Voti non validi                                                                | Voti non validi | Voti non validi                              | 4 370   | 4,36  |  |  |  |  |  |
| Votanti                                                                        | Votanti         | Votanti                                      | 100 248 | 95,78 |  |  |  |  |  |
| Elettori                                                                       | Elettori        | Elettori                                     | 104 663 |       |  |  |  |  |  |
|                                                                                |                 |                                              |         |       |  |  |  |  |  |
| Nota: quorum del 65% non raggiunto; ripartizione dei seggi a livello regionale |                 |                                              |         |       |  |  |  |  |  |
| Data: 3 giugno 1979                                                            |                 |                                              |         |       |  |  |  |  |  |
| Fonte: Ministero dell'interno                                                  |                 |                                              |         |       |  |  |  |  |  |

#### IX legislatura
|                                                                                | Emilio Ottavio Meneghetti | Democrazia Cristiana                    | 34 568  | 35,99 |  |  |  |  |  |
|                                                                                | Vittorio Sega             | Partito Comunista Italiano              | 31 249  | 32,53 |  |  |  |  |  |
|                                                                                | Giancarlo Brizzante       | Partito Socialista Italiano             | 11 428  | 11,90 |  |  |  |  |  |
|                                                                                | Vincenzo Salvatore        | Movimento Sociale Italiano              | 4 413   | 4,59  |  |  |  |  |  |
|                                                                                | Tullio Casale             | Partito Socialista Democratico Italiano | 4 201   | 4,37  |  |  |  |  |  |
|                                                                                | Giorgio Bordin            | Partito Repubblicano Italiano           | 2 891   | 3,01  |  |  |  |  |  |
|                                                                                | Carlo Zoppellaro          | Partito Liberale Italiano               | 2 406   | 2,50  |  |  |  |  |  |
|                                                                                | Noè Cinti                 | Partito Nazionale Pensionati            | 1 746   | 1,82  |  |  |  |  |  |
|                                                                                | Giuseppe Muraro           | Liga Veneta                             | 1 236   | 1,29  |  |  |  |  |  |
|                                                                                | Giuliana Danieli Sandroni | Partito Radicale                        | 1 202   | 1,25  |  |  |  |  |  |
|                                                                                | Angelo Quartuccio         | Democrazia Proletaria                   | 719     | 0,75  |  |  |  |  |  |
| Totale                                                                         | Totale                    | Totale                                  | 96 059  | 100   |  |  |  |  |  |
|                                                                                |                           |                                         |         |       |  |  |  |  |  |
| Voti non validi                                                                | Voti non validi           | Voti non validi                         | 5 600   | 5,51  |  |  |  |  |  |
| Votanti                                                                        | Votanti                   | Votanti                                 | 101 659 | 94,90 |  |  |  |  |  |
| Elettori                                                                       | Elettori                  | Elettori                                | 107 123 |       |  |  |  |  |  |
|                                                                                |                           |                                         |         |       |  |  |  |  |  |
| Nota: quorum del 65% non raggiunto; ripartizione dei seggi a livello regionale |                           |                                         |         |       |  |  |  |  |  |
| Data: 26 giugno 1983                                                           |                           |                                         |         |       |  |  |  |  |  |
| Fonte: Ministero dell'interno                                                  |                           |                                         |         |       |  |  |  |  |  |

#### X legislatura
|                                                                                | Vielmo Duò               | Democrazia Cristiana                    | 36 733  | 37,00 |  |  |  |  |  |
|                                                                                | Elios Andreini           | Partito Comunista Italiano              | 30 832  | 31,05 |  |  |  |  |  |
|                                                                                | G. Rizzieri              | Partito Socialista Italiano             | 13 288  | 13,38 |  |  |  |  |  |
|                                                                                | Vincenzo Salvatore       | Movimento Sociale Italiano              | 4 353   | 4,38  |  |  |  |  |  |
|                                                                                | Carlo Brazzorotto        | Partito Socialista Democratico Italiano | 3 973   | 4,00  |  |  |  |  |  |
|                                                                                | Gianluigi Ceruti         | Lista Verde                             | 2 278   | 2,29  |  |  |  |  |  |
|                                                                                | Giorgio Bordin           | Partito Repubblicano Italiano           | 1 807   | 1,82  |  |  |  |  |  |
|                                                                                | G. Zilli                 | Liga Veneta-Pensionati Uniti            | 1 700   | 1,71  |  |  |  |  |  |
|                                                                                | A. M. Negri Dell'Antonio | Partito Radicale                        | 1 698   | 1,71  |  |  |  |  |  |
|                                                                                | B. Piva                  | Partito Liberale Italiano               | 1 635   | 1,65  |  |  |  |  |  |
|                                                                                | A. Tudino                | Democrazia Proletaria                   | 849     | 0,86  |  |  |  |  |  |
|                                                                                | D. Antonini Carretti     | Alleanza Popolare Pensionati            | 143     | 0,14  |  |  |  |  |  |
| Totale                                                                         | Totale                   | Totale                                  | 99 289  | 100   |  |  |  |  |  |
|                                                                                |                          |                                         |         |       |  |  |  |  |  |
| Voti non validi                                                                | Voti non validi          | Voti non validi                         | 4 981   | 4,78  |  |  |  |  |  |
| Votanti                                                                        | Votanti                  | Votanti                                 | 104 270 | 94,84 |  |  |  |  |  |
| Elettori                                                                       | Elettori                 | Elettori                                | 109 938 |       |  |  |  |  |  |
|                                                                                |                          |                                         |         |       |  |  |  |  |  |
| Nota: quorum del 65% non raggiunto; ripartizione dei seggi a livello regionale |                          |                                         |         |       |  |  |  |  |  |
| Data: 14 giugno 1987                                                           |                          |                                         |         |       |  |  |  |  |  |
| Fonte: Ministero dell'interno                                                  |                          |                                         |         |       |  |  |  |  |  |

#### XI legislatura
|                                                                                | Vielmo Duò                 | Democrazia Cristiana                    | 30 697  | 30,58 |  |  |  |  |  |
|                                                                                | Ivana Pellegatti ✔️ Eletta | Partito Democratico della Sinistra      | 18 946  | 18,87 |  |  |  |  |  |
|                                                                                | Domenico Romeo ✔️ Eletto   | Partito Socialista Italiano             | 13 233  | 13,18 |  |  |  |  |  |
|                                                                                | Vanni Tonizzo              | Lega Lombarda                           | 7 839   | 7,81  |  |  |  |  |  |
|                                                                                | Giancarlo Morelli          | Partito della Rifondazione Comunista    | 7 061   | 7,03  |  |  |  |  |  |
|                                                                                | Ugo Fiocchi                | Lega Autonomia Veneta                   | 4 621   | 4,60  |  |  |  |  |  |
|                                                                                | Cesare Camozza             | Movimento Sociale Italiano              | 3 884   | 3,87  |  |  |  |  |  |
|                                                                                | Alessandro Wurzer          | Partito Repubblicano Italiano           | 2 717   | 2,71  |  |  |  |  |  |
|                                                                                | Stefano Andreotti          | Partito Socialista Democratico Italiano | 2 506   | 2,50  |  |  |  |  |  |
|                                                                                | Silvano Mario Pizzardo     | Federazione dei Verdi                   | 2 375   | 2,37  |  |  |  |  |  |
|                                                                                | Pierpaolo Modonesi         | Partito Liberale Italiano               | 1 647   | 1,64  |  |  |  |  |  |
|                                                                                | Paolo Bordin               | Union Veneto                            | 1 171   | 1,17  |  |  |  |  |  |
|                                                                                | Flaminio De Poli           | Movimento Veneto Regione Autonoma       | 966     | 0,96  |  |  |  |  |  |
|                                                                                | Angelo Marchesi            | Partito Pensionati                      | 762     | 0,76  |  |  |  |  |  |
|                                                                                | Domenico Petrone           | Sì Referendum                           | 752     | 0,75  |  |  |  |  |  |
|                                                                                | Roberto Boschi             | Verdi Federalisti                       | 644     | 0,64  |  |  |  |  |  |
|                                                                                | Gian Paolo Casarotto       | Caccia Pesca Ambiente                   | 473     | 0,47  |  |  |  |  |  |
|                                                                                | Alberto Gastaldello        | Federalismo - Pensionati Uomini Vivi    | 87      | 0,09  |  |  |  |  |  |
| Totale                                                                         | Totale                     | Totale                                  | 100 381 | 100   |  |  |  |  |  |
|                                                                                |                            |                                         |         |       |  |  |  |  |  |
| Voti non validi                                                                | Voti non validi            | Voti non validi                         | 5 873   | 5,53  |  |  |  |  |  |
| Votanti                                                                        | Votanti                    | Votanti                                 | 106 254 | 93,35 |  |  |  |  |  |
| Elettori                                                                       | Elettori                   | Elettori                                | 113 825 |       |  |  |  |  |  |
|                                                                                |                            |                                         |         |       |  |  |  |  |  |
| Nota: quorum del 65% non raggiunto; ripartizione dei seggi a livello regionale |                            |                                         |         |       |  |  |  |  |  |
| Data: 5 aprile 1992                                                            |                            |                                         |         |       |  |  |  |  |  |
| Fonte: Ministero dell'interno                                                  |                            |                                         |         |       |  |  |  |  |  |

## 1993-2005

### Territorio
Il collegio di Rovigo era uno dei 17 collegi uninominali in cui era suddiviso il Veneto; come previsto dal D.Lgs. del 20 dicembre 1993 n. 535, era interamente compreso nella provincia di Rovigo e comprendeva i seguenti comuni: Adria, Ariano nel Polesine, Arquà Polesine, Badia Polesine, Bagnolo di Po, Bergantino, Bosaro, Calto, Canaro, Canda, Castelguglielmo, Castelmassa, Castelnovo Bariano, Ceneselli, Ceregnano, Contarina, Corbola, Costa di Rovigo, Crespino, Donada, Ficarolo, Fiesso Umbertiano, Frassinelle Polesine, Fratta Polesine, Gaiba, Gavello, Giacciano con Baruchella, Guarda Veneta, Lendinara, Loreo, Lusia, Melara, Occhiobello, Papozze, Pettorazza Grimani, Pincara, Polesella, Pontecchio Polesine, Porto Tolle, Rosolina, Rovigo, Salara, San Bellino, San Martino di Venezze, Stienta, Taglio di Po, Trecenta, Villadose, Villamarzana, Villanova del Ghebbo e Villanova Marchesana.

### Eletti
| Elezione | Elezione | Senatore         | Partito                 |
| -------- | -------- | ---------------- | ----------------------- |
|          | 1994     | Enrico Surian    | Polo delle Libertà (FI) |
|          | 1996     | Mario Crescenzio | L'Ulivo                 |
|          | 2001     | Guido Mainardi   | Casa delle Libertà (FI) |

### Dati elettorali

#### XII legislatura
|                               | Enrico Surian ✔️ Eletto    | Polo delle Libertà                | 49 962  | 32,11 |  |  |  |  |  |
|                               | Mario Crescenzio ✔️ Eletto | Progressisti                      | 48 473  | 31,15 |  |  |  |  |  |
|                               | Mario Cavriani             | Patto per l'Italia                | 28 916  | 18,58 |  |  |  |  |  |
|                               | Sergio Viscardini          | Alleanza Nazionale                | 16 573  | 10,65 |  |  |  |  |  |
|                               | Dino Biasin                | Lega Autonomia Veneta             | 6 242   | 4,01  |  |  |  |  |  |
|                               | Luigi Piovan               | Movimento Veneto Regione Autonoma | 3 206   | 2,06  |  |  |  |  |  |
|                               | Gianmaria Munerato         | Partito della Legge Naturale      | 2 236   | 1,44  |  |  |  |  |  |
| Totale                        | Totale                     | Totale                            | 155 608 | 100   |  |  |  |  |  |
|                               |                            |                                   |         |       |  |  |  |  |  |
| Voti non validi               | Voti non validi            | Voti non validi                   | 14 886  | 8,73  |  |  |  |  |  |
| Votanti                       | Votanti                    | Votanti                           | 170 494 | 92,21 |  |  |  |  |  |
| Elettori                      | Elettori                   | Elettori                          | 184 901 |       |  |  |  |  |  |
|                               |                            |                                   |         |       |  |  |  |  |  |
| Data: 27-28 marzo 1994        |                            |                                   |         |       |  |  |  |  |  |
| Fonte: Ministero dell'interno |                            |                                   |         |       |  |  |  |  |  |

#### XIII legislatura
|                               | Mario Crescenzio ✔️ Eletto | L'Ulivo                            | 66 819  | 43,40 |  |  |  |  |  |
|                               | Dino De Anna ✔️ Eletto     | Polo per le Libertà                | 53 800  | 34,94 |  |  |  |  |  |
|                               | Vanni Tonizzo              | Lega Nord                          | 23 843  | 15,49 |  |  |  |  |  |
|                               | Roberto Berveglieri        | Mani Pulite                        | 3 395   | 2,21  |  |  |  |  |  |
|                               | Vincenzo Salvatore         | Movimento Sociale Fiamma Tricolore | 3 246   | 2,11  |  |  |  |  |  |
|                               | Carlo Tognolo              | Unione Nord Est                    | 2 861   | 1,86  |  |  |  |  |  |
| Totale                        | Totale                     | Totale                             | 153 964 | 100   |  |  |  |  |  |
|                               |                            |                                    |         |       |  |  |  |  |  |
| Voti non validi               | Voti non validi            | Voti non validi                    | 13 904  | 8,28  |  |  |  |  |  |
| Votanti                       | Votanti                    | Votanti                            | 167 868 | 89,65 |  |  |  |  |  |
| Elettori                      | Elettori                   | Elettori                           | 187 248 |       |  |  |  |  |  |
|                               |                            |                                    |         |       |  |  |  |  |  |
| Data: 21 aprile 1996          |                            |                                    |         |       |  |  |  |  |  |
| Fonte: Ministero dell'interno |                            |                                    |         |       |  |  |  |  |  |

#### XIV legislatura
|                               | Guido Mainardi ✔️ Eletto  | Casa delle Libertà                   | 62 626  | 40,42 |  |  |  |  |  |
|                               | Fabio Baratella ✔️ Eletto | L'Ulivo                              | 60 042  | 38,75 |  |  |  |  |  |
|                               | Guglielmo Brusco          | Partito della Rifondazione Comunista | 10 522  | 6,79  |  |  |  |  |  |
|                               | Alessandro Prearo         | Democrazia Europea                   | 5 565   | 3,59  |  |  |  |  |  |
|                               | Lorenzo Pavanello         | Lista Di Pietro                      | 4 646   | 3,00  |  |  |  |  |  |
|                               | Guido Barbujani           | Lista Pannella-Bonino                | 3 552   | 2,29  |  |  |  |  |  |
|                               | Vincenzo Salvatore        | Movimento Sociale Fiamma Tricolore   | 3 378   | 2,18  |  |  |  |  |  |
|                               | Fabio Padovan             | Liga Fronte Veneto                   | 2 830   | 1,83  |  |  |  |  |  |
|                               | Nereo Rossi               | Va' Pensiero Padania                 | 1 783   | 1,15  |  |  |  |  |  |
| Totale                        | Totale                    | Totale                               | 154 944 | 100   |  |  |  |  |  |
|                               |                           |                                      |         |       |  |  |  |  |  |
| Voti non validi               | Voti non validi           | Voti non validi                      | 11 877  | 7,12  |  |  |  |  |  |
| Votanti                       | Votanti                   | Votanti                              | 166 821 | 86,51 |  |  |  |  |  |
| Elettori                      | Elettori                  | Elettori                             | 192 826 |       |  |  |  |  |  |
|                               |                           |                                      |         |       |  |  |  |  |  |
| Data: 13 maggio 2001          |                           |                                      |         |       |  |  |  |  |  |
| Fonte: Ministero dell'interno |                           |                                      |         |       |  |  |  |  |  |

#### XIV legislatura: elezioni suppletive
|                               | Massimo Donadi ✔️ Eletto | L'Ulivo             | 41 268 | 57,05 |  |  |  |  |  |
|                               | Domenico Romeo           | Casa delle Libertà  | 21 794 | 30,13 |  |  |  |  |  |
|                               | Giuseppe Osti            | U.D.EUR Popolari    | 5 633  | 7,79  |  |  |  |  |  |
|                               | Luca Previati            | Alternativa Sociale | 3 647  | 5,04  |  |  |  |  |  |
| Totale                        | Totale                   | Totale              | 72 342 | 100   |  |  |  |  |  |
|                               |                          |                     |        |       |  |  |  |  |  |
| Data: 23-24 gennaio 2005      |                          |                     |        |       |  |  |  |  |  |
| Fonte: Ministero dell'interno |                          |                     |        |       |  |  |  |  |  |